# Birch Bay
Birch Bay é uma Região censo-designada localizada no estado norte-americano de Washington, no Condado de Whatcom.

## Demografia
Segundo o censo norte-americano de 2000, a sua população era de 4961 habitantes.

## Geografia
De acordo com o United States Census Bureau tem uma área de 
55,0 km², dos quais 41,0 km² cobertos por terra e 14,0 km² cobertos por água.

## Localidades na vizinhança
O diagrama seguinte representa as localidades num raio de 24 km ao redor de Birch Bay. 